# لاتاشا کولاندر
لاتاشا کولاندر (انگلیسی: LaTasha Colander؛ زادهٔ ۲۳ آگوست ۱۹۷۶) دونده اهل ایالات متحده آمریکا بود.
وی در مسابقات کشوری و بین‌المللی در مجموع برندهٔ ۱ مدال طلا شده‌است.